# Yulis Mercedes
Yulis Gabriel Mercedes Reyes (* 12. November 1979 in Monte Plata) ist ein dominikanischer Taekwondoin. Er startet in der Gewichtsklasse bis 58 Kilogramm.
Seine ersten internationalen Titelkämpfe bestritt Mercedes bei der Weltmeisterschaft 1999 in Edmonton. Er erreichte in der Klasse bis 54 Kilogramm das Halbfinale und gewann überraschend eine Bronzemedaille. Auch die Weltmeisterschaft 2001 in Jeju-si verlief erfolgreich, Mercedes scheiterte knapp im Viertelfinale. Eine Bronzemedaille gewann er bei den Panamerikanischen Spielen 2003 in Santo Domingo. Mercedes qualifizierte sich für die Olympischen Spiele 2004 in Athen. Nach einer Auftaktniederlage gegen Óscar Salazar und einem Sieg und einer Niederlage in der Hoffnungsrunde belegte er in der Klasse bis 58 Kilogramm am Ende Rang fünf. In den folgenden Jahren konnte Mercedes nur bei Panamerikameisterschaften Erfolge feiern. Erst im Jahr 2007 machte er mit Gold bei den Panamerikanischen Spielen in Rio de Janeiro wieder auf sich aufmerksam. In Peking nahm er an seinen zweiten Olympischen Spielen teil. Er zog ins Finale ein, unterlag dort Guillermo Pérez und gewann somit die erste Silbermedaille eines dominikanischen Athleten bei Olympischen Spielen. Erfolgreich verlief für Mercedes auch das Jahr 2011. Bei der Weltmeisterschaft in Gyeongju unterlag er erst im Halbfinale Rui Bragança und erkämpfte sich seine zweite WM-Bronzemedaille, bei den Panamerikanischen Spielen in Guadalajara verteidigte er seinen Titel erfolgreich und beim internationalen Olympiaqualifikationsturnier in Baku erreichte er das Finale gegen Pen-Ek Karaket und qualifizierte sich schließlich für seine dritten Olympischen Spiele 2012 in London.